# Бялути (Варшавський-Західний повіт)
Бялути (пол. Białuty) — село в Польщі, у гміні Блоне Варшавського-Західного повіту Мазовецького воєводства.
Населення — 150 осіб (2011).
У 1975-1998 роках село належало до Варшавського воєводства.

## Демографія
Демографічна структура станом на 31 березня 2011 року:
|          | Загалом | Допрацездатний вік | Працездатний вік | Постпрацездатний вік |
| -------- | ------- | ------------------ | ---------------- | -------------------- |
| Чоловіки | 84      | 11                 | 62               | 11                   |
| Жінки    | 66      | 10                 | 39               | 17                   |
| Разом    | 150     | 21                 | 101              | 28                   |